# Marie Grubbe

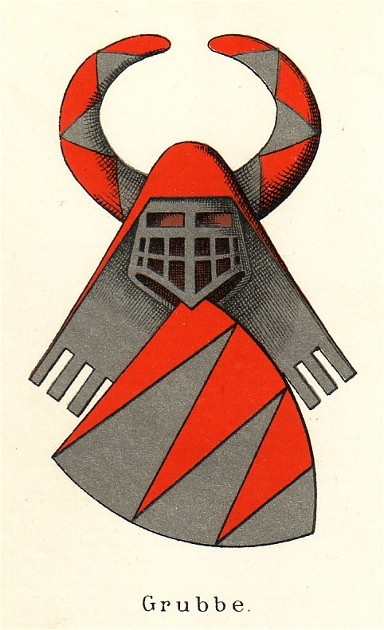
Wappen der Familie Grubbe, dänisches Adelsjahrbuch 1895

Marie „Maren“ Grubbe (* 25. August 1643 in Havreballegård; † vermutlich Juni/Juli 1718 in Allerslev) war eine Vertreterin des dänischen Hochadels, deren Lebensweg von ihren Zeitgenossen als unkonventionell und skandalös verstanden wurde und deren Person Eingang in die europäische Literatur fand, bzw. verfilmt wurde.

## Biographie
Marie Grubbe wurde am 25. August 1643 als Tochter des dänischen Landedelmanns Erik Lauridsen Grubbe (1605–1692) zu Tjele und Gammelgaard und dessen Frau Maren Iversdatter Juul in Havreballegård bei Aarhus im Königreich Dänemark geboren. Ihre Mutter starb 1647, nachdem sie sieben Kinder geboren hatte, von denen bis auf Marie und eine zweite Tochter Anne alle als Kleinkinder gestorben waren. Der Vater unterhielt spätestens nach dem Tod der Mutter ein Verhältnis mit einer Frau aus bäuerlichem Stand, von der er mindestens eine weitere Tochter hatte.
Mit 14 Jahren wurde Marie nach Kopenhagen zu ihrer Tante väterlicherseits, Regitze Grubbe, gebracht. Regitze stand dem dänischen Hof nahe, da sie mit Hans Ulrich Gyldenløve (1615–1645), einem illegitimen Sohn König Christians IV. mit Karen Andersdatter, verheiratet gewesen war, allerdings schon seit langem verwitwet. Regitze Grubbe führte ihre Nichte am dänischen Hof ein. Maßgeblich ihrem Einfluss wird es zugeschrieben, dass Marie Grubbe am 16. Dezember 1660 mit dem illegitimen Sohn König Friedrichs III. von Dänemark und Norwegen, Ulrik Frederik Gyldenløve, Graf von Laurvig (1638–1704), verheiratet wurde. Gyldenløve musste dafür seine im Jahr zuvor geschlossene heimliche Ehe mit Sophie Urne, der Mutter seiner beiden Söhne, auflösen. Marie Grubbes Schwester Anne heiratete Stygge Høeg, einen Freund von Gyldenløve und Sohn des Reichskanzlers Just Høeg.
Trotz mehrerer Versöhnungsversuche durch Maries Vater war die Ehe von Anfang an unglücklich. Wenige Wochen nach der Hochzeit begab Gyldenløve sich auf eine längere Auslandsreise, während Marie in Dänemark blieb. Als er 1664 Vizekönig von Norwegen wurde, begleitete Marie ihren Mann nach Oslo und auf eine Reise durch das Land. 1667 schickte Gyldenløve Marie zu ihrem Vater zurück und drängte auf Scheidung. Ihr wurden zahlreiche Affären, u. a. mit Joachim Lambert, dem Sekretär ihres Mannes, und Stygge Høeg, dem Mann ihrer Schwester, nachgesagt. Es ist ein Brief erhalten, in dem sie sich bei ihrem Mann bedankt, dass er ihren Ehebruch nicht mit dem Tod ahndete, wie es sein Recht gewesen wäre. 1670 wurde die Ehe mit Billigung des Königs geschieden. Gyldenløve zahlte Marie Grubbe 12.000 Reichstaler aus, die sie aus ihrem mütterlichen Erbe in die Ehe eingebracht hatte. Nach der Scheidung unternahm Marie Grubbe ausgedehnte Reisen, die sie unter anderem nach Paris und nach Nürnberg führten.
Bei der Scheidung war Marie Grubbe das Recht zugesprochen worden, wieder heiraten zu dürfen. 1673 wurde sie auf Betreiben ihres Vaters mit dem Edelmann Palle Clausen Dyre († 1707) verheiratet. Auch ihre Schwester wurde geschieden, sie heiratete in zweiter Ehe Jørgen Arenfeldt und starb um 1680. 1685 zog Marie Grubbe mit ihrem Ehemann auf den Hof ihres Vaters, der sie als sein letztes eheliches Kind als Erbin einsetzte. Als Dyre dieses Testament beim König beglaubigen lassen wollte, klagte sein verwitweter Schwager Arenfeldt dagegen: Marie und ihr Mann hätten den alten Erik Grubbe schlecht behandelt und außerdem unterhalte Marie ein Verhältnis mit Søren Sørensen Møller, einem ehemaligen Kutscher ihres Vaters und späteren Landvogt von Tjele, während ihr Mann sich auf Reisen befände. 1690 wandte sich der 85-jährige Erik Grubbe unterstützt von Dyre seinerseits an den König und bat darum, seine Tochter enterben und lebenslang in einem Kloster arretieren zu dürfen. Marie Grubbe blieb auf dem Hof ihres Vaters in Tjele arretiert. Bei einer Gerichtsverhandlung im Januar 1691 bestätigten die Bediensteten des väterlichen Gutes als Zeugen ihr außereheliches Verhältnis. Palle Dyre legte mehrere Leumundzeugnisse von Pastoren und Beamten vor, die seine Unschuld an der Zerrüttung der Ehe belegten. Marie Grubbe protestierte schriftlich gegen das Vorgehen ihres Mannes, der ihr durch den Arrest die Möglichkeit zur Verteidigung nehme. Am 23. März 1691 wurde sie von Dyre geschieden. Wegen ihres Ehebruchs behielt Dyre ihre Mitgift, so dass sie nunmehr mittellos war. Dyre dagegen, nunmehr wohlhabend, heiratete erneut und bekam mehrere Kinder. Er wurde im Februar 1707 bei einem Streit beim Glückspiel von einem Offizier erstochen.
Mit der Scheidung von Dyre verlor Marie Grubbe ihr elterliches Erbe und ihr wurde untersagt, im Königreich Dänemark ein drittes Mal zu heiraten. Sie schloss demzufolge die Ehe mit ihrem Liebhaber Søren Møller 1691 im deutschen Holstein. Das Paar lebte in großer Armut, bis es Møller gelang, eine Fährmannsstelle auf der Insel Falster, nahe Stubbekøbing, zu bekommen. Diese Stelle sicherte mäßig den Lebensunterhalt der Eheleute. Zusätzlich erhielt Marie vermutlich eine Unterstützung durch die Königswitwe Charlotte Amalie von Hessen-Kassel. 1711 wurde Søren Møller wegen Totschlags bei einem Gasthausstreit verhaftet. Etwas später besuchte der junge Ludwig Holberg, der vor der Pest aus Kopenhagen nach Falster geflohen war, Marie Grubbe und schrieb ihre Lebensgeschichte nieder. Søren Møller starb 1714 im Gefängnis. Die mindestens zehn Jahre ältere Marie Grubbe überlebte ihn um einige Jahre, während derer sie von Armenunterstützung lebte. Sie verstarb wohl im Sommer 1718 in Allerslev.
Der selbstbestimmte Lebenswandel Marie Grubbes brachte sie in einen Konflikt mit ihrer Gesellschaft und vor allem ihren Standesgenossen. Absolut inakzeptabel aber erschien ihre Verbindung mit einem weit unter ihrem Stand rangierenden einfachen Landarbeiter. Der indiskrete und für die damaligen Verhältnisse ungewohnt souveräne Umgang mit ihrem Leben und vor allem ihren Liebesbeziehungen führte die ehemalige Hochadlige Marie Grubbe an den Rand der Gesellschaft. Diese als Absturz begriffene Biografie wurde von den Zeitgenossen sehr aufmerksam verfolgt und diente literarischen und filmischen Verarbeitungen als Grundlage.

## Literarische und filmische Rezeption
Als erster beschrieb Ludvig Holberg die Lebensgeschichte Marie Grubbes, die er in Gesprächen mit ihr 1711/12 auf Falster aufnahm. Er veröffentlichte die Geschichte 1748 als Nr. 89 seiner Briefe und äußerte sich darin verwundert, weshalb eine reiche Adlige, die mit einem Königssohn verheiratet gewesen war, ihre Ehe mit einem oft gewalttätigen Mann aus niedrigen Stand in Armut für glücklicher hielt als ihr vorheriges Leben.
Hans Christian Andersen nahm sich 1869 der Lebensgeschichte Marie Grubbes in seiner Erzählung Hønse-Grethes Familie (dt: Hühnergretes Familie) an.
1876 legte Jens Peter Jacobsen mit Frau Marie Grubbe den ersten naturalistischen dänischen Roman vor. Allerdings ist er in einigen historischen Datierungen ungenau und fehlerhaft, so zum Beispiel bei der Altersangabe Møllers zum Zeitpunkt des Kennenlernens Marie Grubbes.
1940 wurde Jacobsens Roman zum Vorbild für die Oper Marie Grubbe von Ebbe Hamerik.
1983 veröffentlichte Wilhelmine Corinth den Roman Die Fährfrau, das leidenschaftliche Leben der Marie Grubbe.
1990 wurde Marie Grubbes Lebensgeschichte nach Jacobsens Roman in einer Koproduktion der DDR, Polens, Ungarns und Dänemarks verfilmt.
1994 wurde der von Juliane Preisler geschriebene Roman Kysse-Marie verlegt.
Lone Hørslev veröffentlichte 2014 Dyrets år, einen historischen Roman über das Leben Grubbes.